# Pamba SC
El Pamba SC es un equipo de fútbol de Tanzania que milita en la Segunda Liga de Tanzania, la segunda liga de fútbol más importante del país.

## Historia
Fue fundado en la ciudad de Shinyanga y es el equipo de fútbol más importante de la ciudad. Logró el ascenso por primera vez a la Liga tanzana de fútbol en el año 1984 y logró su único título de liga en la temporada de 1990 superando al Simba SC en la jornada final, aunque no juegan en la máxima categoría desde la temporada 2001.
También han sido campeones de copa en dos ocasiones.
A nivel internacional han participado en tres torneos continentales, donde su mejor participación ha sido en la Copa Africana de Clubes Campeones 1991, en la cual fueron eliminados en la segunda ronda por el Nakivubu Villa de Uganda.

## Palmarés
- Liga tanzana de fútbol: 1

1990
- Copa de Tanzania: 2

1989, 1992

## Participación en competiciones de la CAF
| Temporada | Torneo                            | Ronda      | Club             | Casa | Visita | Global  |
| --------- | --------------------------------- | ---------- | ---------------- | ---- | ------ | ------- |
| 1990      | Recopa Africana                   | Preliminar | Anse-aux-Pins FC | 12-1 | 5-0    | 17-1    |
| 1990      | Recopa Africana                   | 1          | BTM              | 0-0  | 1-2    | 1-2     |
| 1991      | Copa Africana de Clubes Campeones | Preliminar | LDF              | 3-0  | 0-0    | 3-0     |
| 1991      | Copa Africana de Clubes Campeones | 1          | Matchedje        | 1-0  | 1-1    | 2-1     |
| 1991      | Copa Africana de Clubes Campeones | 2          | Nakivubu Villa   | 2-1  | 1-4    | 3-5     |
| 1993      | Recopa Africana                   | Preliminar | Mukura Victory   | 1-0  | 1-2    | 2-2 (a) |
| 1993      | Recopa Africana                   | 1          | Al-Ahly SC       | 0-0  | 0-5    | 0-5     |